# Игры полуострова Юго-Восточной Азии 1959
1-е Игры полуострова Юго-Восточной Азии прошли с 12 по 17 декабря 1959 года в Бангкоке (Таиланд). В них приняли участие спортсмены из 6 стран, которые соревновались в 12 видах спорта.

## Виды спорта
- Бадминтон
- Баскетбол
- Бокс
- Велоспорт
- Водные виды спорта
- Волейбол
- Лёгкая атлетика
- Настольный теннис
- Стрельба
- Теннис
- Тяжёлая атлетика
- Футбол

## Итоги Игр
| Место | Страна              | Золото | Серебро | Бронза | Всего |
| ----- | ------------------- | ------ | ------- | ------ | ----- |
| 1     | Таиланд             | 35     | 26      | 16     | 77    |
| 2     | Бирма               | 11     | 15      | 14     | 40    |
| 3     | Малайская Федерация | 8      | 15      | 11     | 34    |
| 4     | Сингапур            | 8      | 7       | 18     | 33    |
| 5     | Южный Вьетнам       | 5      | 5       | 6      | 16    |
| 6     | Лаос                | 0      | 0       | 2      | 2     |
| Всего | Всего               | 67     | 68      | 67     | 202   |